# Achille Stazio
Achille Stazio, in portoghese Aquiles Estaço, latinizzato in Achilles Statius Lusitanus (Vidigueira, 12 giugno 1524 – Roma, 17 settembre 1581), è stato un umanista e scrittore portoghese.
È noto per il suo commento all'opera di Catullo. Con João de Barros, André de Gouveia e Damião de Góis fu tra i principali umanisti portoghesi del XVI secolo.

## Biografia
Il padre di Achille era Paulo Nunes Estaço, armoraro di Vasco da Gama, che accompagnò nel suo viaggio in India nel 1524. Chiamò il figlio Achille nella speranza che seguisse la sua carriera. Achille seguì il padre in viaggio nei suoi primi anni (in Africa e Brasile). Il ragazzo dimostrò di preferire le lingue alle armi e torno in Portogallo per studiare latino e greco all'università di Évora, dove ebbe come professore João de Barros.
Andò poi a Coimbra dove conobbe Martín de Azpilcueta, al quale dedicò la sua opera De retibus ecclesiasticis qui beneficiis et pensionibus continentur Commentarioli II nel 1575. Nel 1545 si trasferì a Lovanio, dove pubblicò la sua prima opera,  su Cicerone, Achillis Statii Lusitani Syluulae Duae. Quibus adiuncta sunt, Praefatio in Topica Ciceronis, et oratio quodlubetica eiusdem. Nunc primum in lucem aedita. Dal 1548 fu a Parigi, dove studiò teologia, greco ed ebraico.
Dal 1555 visse a Roma; nel 1557 la sua presenza è attestata a Padova. Nel periodo romano fu segretario e bibliotecario del cardinale camerlengo Guido Ascanio Sforza. Fu protetto dei papi Pio IV, Pio V e Gregorio XIII; per Pio IV lavorò come traduttore in latino di Giovanni Crisostomo, Cirillo di Alessandria, Atanasio di Alessandria, Gregorio di Nissa, Callimaco, Anfilochio di Iconio.
Non tornò più nella sua patria, nonostante l'offerta della corona portoghese di scrivere una storia del suo paese.
La sua opera principale è il commentario a Catullo, stampato da Paolo Manuzio nel 1566. Scrisse anche su Svetonio e Orazio.
Morì a Roma nel 1581, e fu sepolto nella chiesa di Santa Maria in Vallicella. Lasciò la sua biblioteca (circa 1700 opere a stampa e 300 manoscritti) ai padri oratoriani, formando il primo nucleo della biblioteca Vallicelliana.

## Opere
- (LA) Achillis Statii Lusitani Commentarii In Librum Ciceronis de Fato, Lovanii, ex officina Seruatij Sasseni, 1551. URL consultato il 14 dicembre 2019.
- (LA) Achillis Statij... In Q. Horatij Flacci poeticam commentarij, Antverpiae, apud Martinum Nutium, 1553. URL consultato il 14 dicembre 2019.
- (LA) S. Pachomii ... Regula e Syriaco Graecoq. in Latinum a B. Hieronymo conuersa. Item B. Anselmi de vita aeterna sermo. Vtrumq. numquam antea, nunc autem ab Achille Statio Lusitano primum editum, Romae, apud haeredes Antonij Bladij impressores camerales, 1575. URL consultato il 14 dicembre 2019.
- (LA) Beati Anastasi monachi. montis Sinai Oratio. de sacra. synaxi ac de eo, quod est, ne quem iudicemus, nec iniuriarium memores esse velimus. Achille Statio interprete, Romae, apud heredes Antonij Bladij impressores camerales, 1579. URL consultato il 14 dicembre 2019.
- (LA) Sancti patris nostri Iohannis archiepisc. Constantinopolitani cognomento Chrysostomi Homilia in Seraphim. Achille Statio Lusitano interprete, Romae, apud haeredes Antonij Bladij Impressores Camerales, 1580. URL consultato il 14 dicembre 2019.
- (LA) Achillis Statii Lusitani De redittib. ecclesiasticis qui beneficiis et pensionib. continentur. Commentarioli II, Romae, apud heredes Antonij Bladij impressores camerales, 1581. URL consultato il 14 dicembre 2019.